# Liste der Kulturgüter in Büetigen
Die Liste der Kulturgüter in Büetigen enthält alle Objekte in der Gemeinde Büetigen im Kanton Bern, die gemäss der Haager Konvention zum Schutz von Kulturgut bei bewaffneten Konflikten, dem Bundesgesetz vom 20. Juni 2014 über den Schutz der Kulturgüter bei bewaffneten Konflikten sowie der Verordnung vom 29. Oktober 2014 über den Schutz der Kulturgüter bei bewaffneten Konflikten unter Schutz stehen.
Es sind weder A-Objekte noch B-Objekte auf dem Gemeindegebiet ausgewiesen, Objekte der Kategorie C fehlen zurzeit (Stand: 30. Januar 2024). Unter übrige Baudenkmäler sind Objekte zu finden, die im Bauinventar des Kantons Bern als «schützenswert» verzeichnet sind.

## Übrige Baudenkmäler
Hinweis: Als Objekt-Identifikator (ID) wird die Grundstücksnummer verwendet.
| ID  | Foto |                                                                  | Objekt                          | Typ | Standort                          | Beschreibung |
| --- | ---- | ---------------------------------------------------------------- | ------------------------------- | --- | --------------------------------- | ------------ |
| 13  | ja   | Datei hochladen · Wikidata zu Brunnen (Q112692888)               | Brunnen (18. Jh.)               | K   | Muttigasse N.N. 592908 / 217306   |              |
| 15  | ja   | Datei hochladen · Wikidata zu Brunnen (Q112695037)               | Brunnen (18./19. Jh.)           | K   | Stengelerweg N.N. 592812 / 217132 |              |
| 149 | ja   | Datei hochladen · Wikidata zu Ehemaliges Bauernhaus (Q112696846) | Ehemaliges Bauernhaus (1826)    | G   | Stengelerweg 1 592801 / 217088    |              |
| 162 | ja   | Datei hochladen · Wikidata zu Bauernhaus (Q112711489)            | Bauernhaus (1. Drittel 19. Jh.) | G   | Bürenstrasse 3 592820 / 217287    |              |
| 202 | ja   | Datei hochladen · Wikidata zu Zeller-Haus (Q112712752)           | Zeller-Haus (Mitte 18. Jh.)     | G   | Bürenstrasse 9 592885 / 217315    |              |
| 647 | ja   | Datei hochladen · Wikidata zu Schneebergerhaus (Q112714287)      | Schneebergerhaus (1817)         | G   | Bielstrasse 8 592442 / 217306     |              |

Hinweis zur Legende: Anstelle der KGS-Nummer wird als Objekt-Identifikator (ID) die Grundstücksnummer verwendet.